# جون كامبل (سياسي)
جون كامبل (بالإنجليزية: John Campbell)‏ هو قاضي ومحامي وسياسي أمريكي، ولد في 11 سبتمبر 1765 في بورت توباكو فيليج في الولايات المتحدة، وتوفي في 23 يونيو 1828 في مقاطعة تشارلز في الولايات المتحدة. حزبياً، نشط في الحزب الفيدرالي الأمريكي. وقد انتخب عضو مجلس النواب الأمريكي.